# Anton Legachov

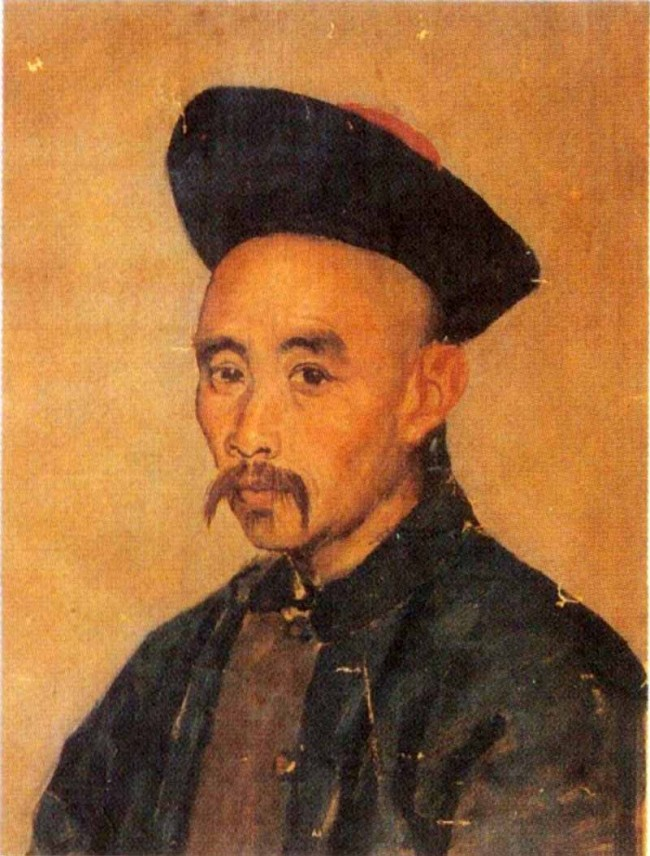
Portrait d'un homme chinois âgé.

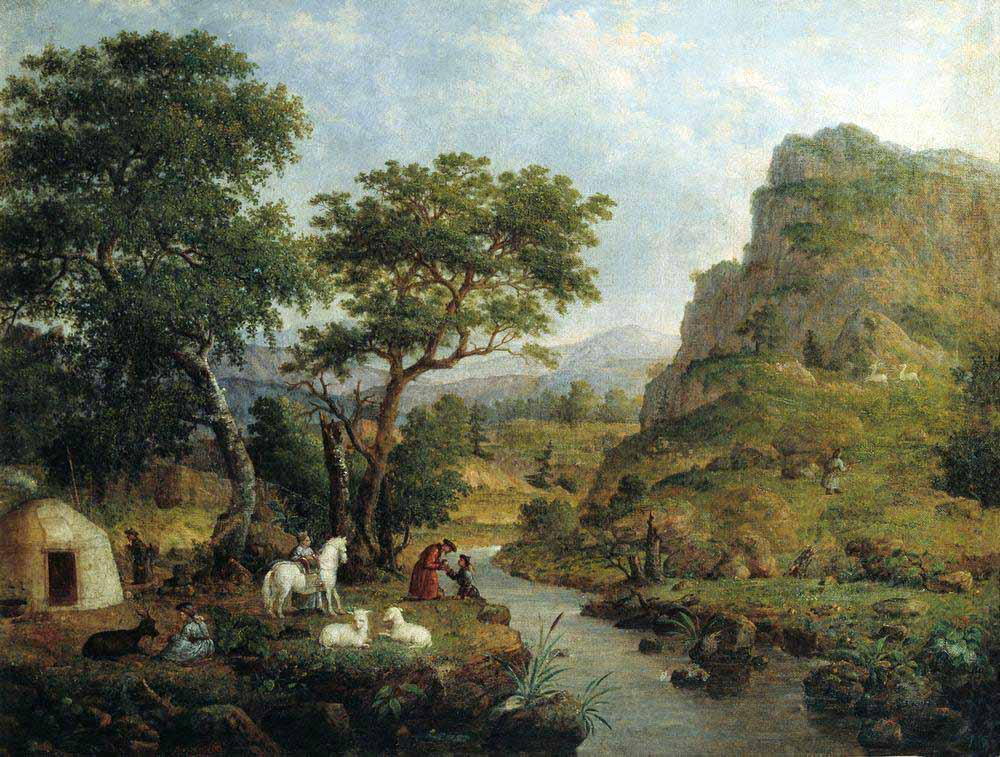
Dans les montagnes de la Chine.

Anton Mikhaïlovitch Legachov, également orthographié Legachev ou Legachiov (en russe: Антон Михайлович Легашов, ou Легашёв), né en 1798 à Lipovka dans le district de Louninski (en) et mort en 1865 à Saint-Pétersbourg, est un peintre paysagiste et portraitiste russe.

## Biographie
Né dans une famille de serfs, Legachov étudie d'abord la musique, avant de se diriger vers l'assemblage du bois. En 1818, il est libéré du servage et, en 1820, se rend à Saint-Pétersbourg, où il fréquente l'Académie russe des beaux-arts et fait remarquer ses talents de portraitiste auprès de son professeur Alexandre Varnek. Ses œuvres ont reçu une médaille d'argent en 1824.
L'année suivante, le comité directeur de l'Académie se prépare à le nommer « Artiste de 14e classe », mais la proposition est rejetée par le tsar Nicolas I, qui estime qu'il est encore prématuré de lui accorder ce titre.
En 1829, Legachov présente au tsar un portrait du major-général Alexandre Khatov (1780-1846). Le portrait est jugé insatisfaisant (le tsar était apparemment particulièrement mécontent des mains) et la demande de Legachov est une nouvelle fois rejetée.
À la fin de cette année, il obtient finalement son titre et rejoint la onzième mission spirituelle russe à Pékin (1830-1840) en tant qu'artiste officiel de la mission. Il jouit rapidement d'un franc succès auprès des Chinois. D'après un rapport de Legachov de 1839, il a achevé 26 scènes historiques et 24 portraits de plusieurs dignitaires chinois, aujourd'hui en partie conservés dans des collections privées en Russie. Il a aussi apporté une aide pour restaurer des peintures murales de l'église de la Dormition et a reçu l'Ordre de Saint-Stanislas pour sa contribution globale à la mission.
À son retour en 1841, il suggère à l'Académie de lui permettre d'enseigner la peinture à l'encre de Chine, mais sa proposition est rejetée au motif qu'elle était inférieure à l'art européen et qu'il n'a pas assez de connaissances pour être instructeur. Au lieu de cela, il devient professeur de dessin à l'Institut Technologique d'État de Saint-Pétersbourg, un poste qu'il occupe jusqu'en 1852.
Il continue à créer des peintures avec des motifs et des thèmes chinois : paysages, scènes de genre et natures mortes. Ses œuvres figurent dans plusieurs musées de Moscou, ainsi qu'à Vladivostok et dans des collections privées.

### Source de la traduction
- (en) Cet article est partiellement ou en totalité issu de l’article de Wikipédia en anglais intitulé « Anton Legashov » (voir la liste des auteurs).